# Brocchinia reducta
Classification APG III (2009)
Espèce
Classification phylogénétique
Brocchinia reducta est une espèce de plante carnivore tropicale de la famille des Bromeliaceae que l'on rencontre dans quelques lieux du Venezuela. Au sein de la vingtaine d'espèces du genre Brocchinia, seuls B. reducta et B. hechtioides sont carnivores.

## Histoire et étymologie
C'est en l'honneur du naturaliste italien G. Brocchi qu'en 1830 J.H. Schultes attribue ce nom à cette plante.

## Distribution
L'espèce se rencontre dans les zones au climat humide dans les hautes savanes et les tepuys au Venezuela, ainsi que dans les hautes landes et plateaux du Guyana.

## Description
La plante mesure 50 cm de haut et la hampe florale 60 à 70 cm de haut. Les fleurs sont blanches, de 5mm de diamètre.
Plante terrestre, vivace et dressée, Brocchinia reducta possède des feuilles étroites en forme de gouttière, de couleur verte ou jaune, forment un cornet tubulaire qui recueille l'eau dans laquelle viennent se noyer les insectes.
Parmi les espèces du genre Brocchinia, seules deux espèces B. reducta et B. hechtioides sont considérées comme protocarnivores ; ce sont des bactéries qui digèrent les parties non chitineuses des proies car il n'y a pas d'enzymes. L'absorption se réalise grâce à des petits poils glanduleux appelés trichomes.  
Brocchinia reducta et B. hechtioides sont toutes deux des plantes en partie épiphyte. Elles peuvent pousser sur le sol mais aussi sur d'autres végétaux tels que des arbres.

### Fleurs
La taille des inflorescences par rapport à la plante est démesurée : les fleurs sont blanches et atteignent rarement plus de 5 mm.

## Mode de culture
Les bromeliacées sont, en général, plutôt simple à cultiver. On en trouve de toute sorte, en plantes décoratives. Cependant, les variétés carnivores demandent des conditions plus dures à réaliser que les autres : 
- Températures : de 20 à 35 °C en été, et 10 à 18 °C en hiver. L'humidité doit être située entre 40 et 80 %.
- Substrat : composé de tourbe blonde à 70 %, de sable à 20 % et de perlite à 10 %.
- Luminosité : très forte toute l'année (l'idéal est le plein soleil). Cela permet à la plante de garder son port colonnaire.
- Humidité : arrosage fréquent, le pot doit tremper dans 1 cm d'eau déminéralisée en été, et la terre doit seulement être humide en hiver. Il est aussi nécessaire de vaporiser la plante régulièrement, et toute l'année.
- Croissance : plus ou moins continue toute l'année suivant la température.
- Multiplication : le plus facile, division de rejet à la base. Semis possible mais taux de réussite faiblissime.
- Parasites et maladies : surtout des cochenilles.